# Svedala
Svedala ist eine Ortschaft (Tätort) und Hauptort der gleichnamigen Gemeinde in der schwedischen Provinz Skåne län. Der Ort liegt 18 Kilometer südöstlich von Malmö an der Europastraße 65.
Seit 2015 trägt der Tätort die Bezeichnung Svedala och Sjödiken, nachdem er mit den nördlich anschließenden Sjödiken (438 Einwohner 2010) zusammengewachsen ist.
Svedala entstand am Kreuzungspunkt zweier Eisenbahnstrecken, die Malmö mit Ystad beziehungsweise Lund mit Trelleborg verbinden (letztere ist mittlerweile stillgelegt und abgebaut). Diese günstige Situation führte Ende des 19. Jahrhunderts zur Ansiedlung mehrerer Industriebetriebe. Die Bahnstrecke Malmö–Ystad wurde 1996 elektrifiziert. Die im Jahre 2000 eröffnete Direktverbindung über die Öresundbrücke nach Kopenhagen wurde am 9. Dezember 2017 eingestellt.
1899 erhielt der Ort begrenzte administrative Befugnisse (Municipalsamhälle) und erlangte 1919 den Status einer Minderstadt (Köping). Aufgrund der administrativen Umgestaltung des Landes Anfang der 1970er-Jahre ist dieser Titel heute bedeutungslos.

## Wappen der Minderstadt
Das frühere Wappen der Minderstadt unterscheidet sich vom heutigen Wappen der Gemeinde. Auf gelben Grund ist ein blaues Blatt des Feldahorns abgebildet, das von einem roten Zahnrad umgeben ist. Die Umgebung Svedalas ist einer der wenigen Plätze in Schweden, wo Feldahorn vorkommt. Das Zahnrad bezog sich auf die Maschinenbauindustrie im Ort.